# Musée du Vin et du Négoce de Bordeaux

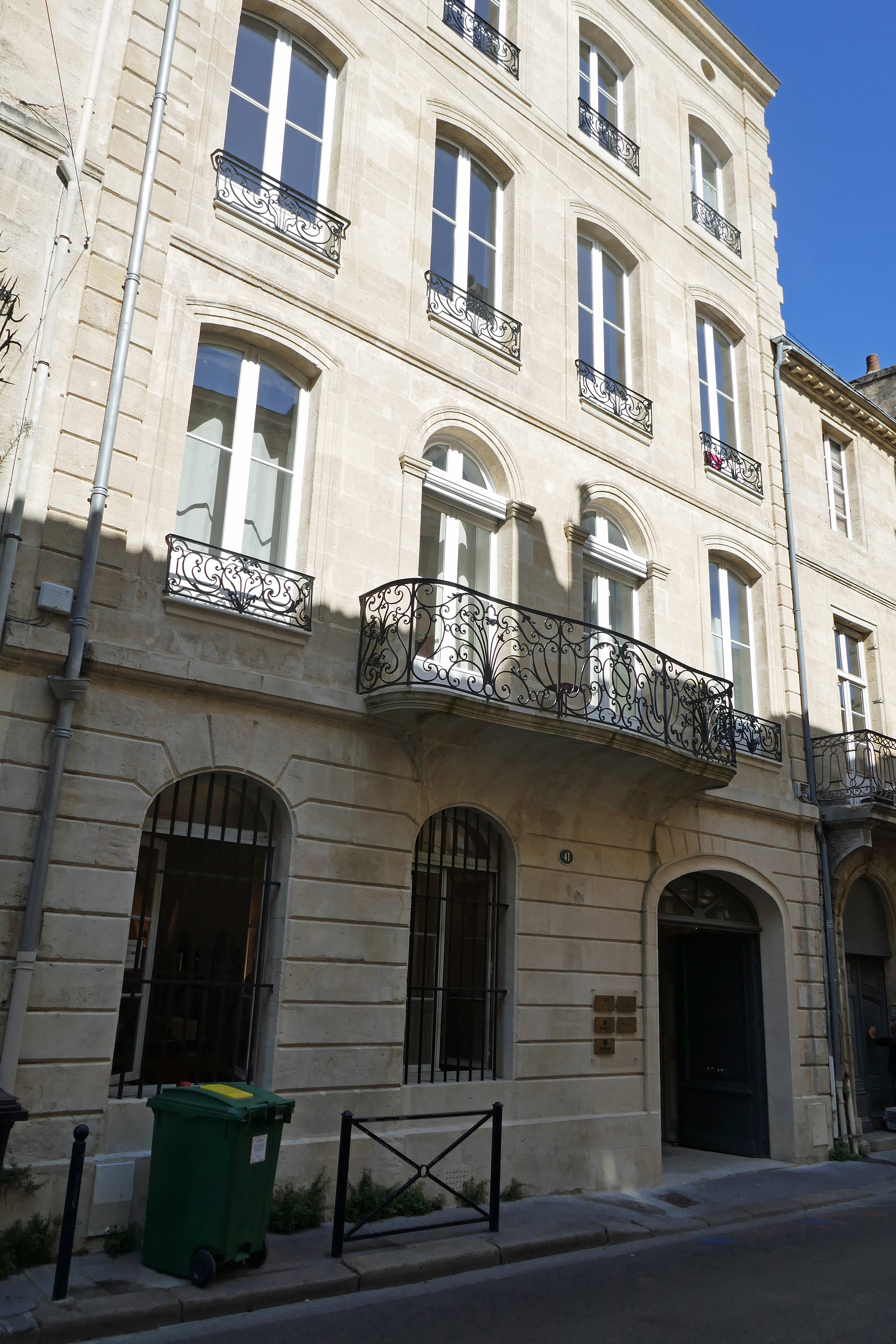
Straßenfront, Herbst 2018

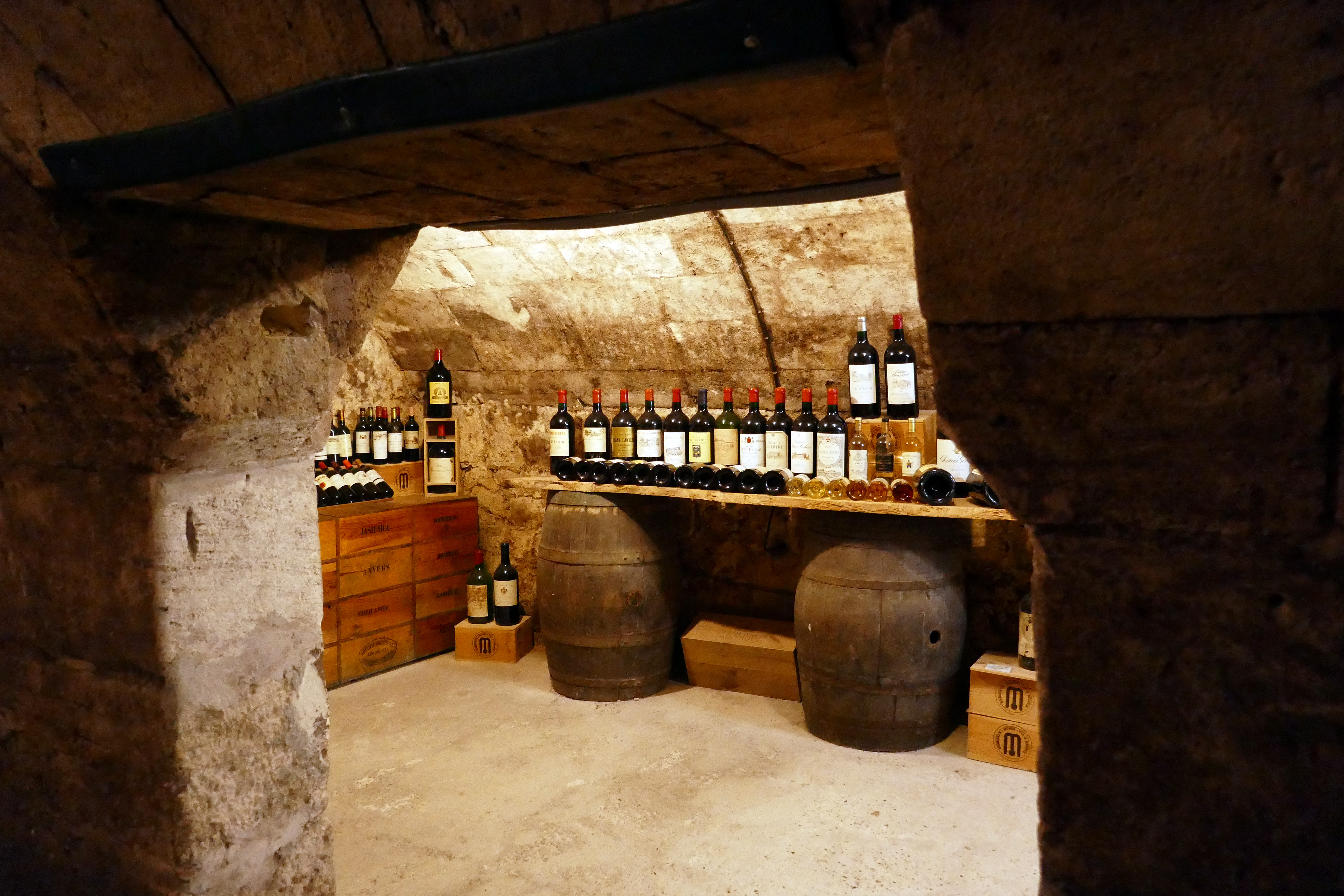
Teil der Ausstellung, Herbst 2018

Das Musée du Vin et du Négoce de Bordeaux (deutsch Museum für Wein und Weinhandel in Bordeaux) ist ein Museum in der wesentlich durch den umliegenden Weinanbau im Bordelais (Bordeaux (Weinbaugebiet)) und den Weinhandel in der Stadt Bordeaux selbst geprägten Region. Im historischen Stadtviertel Chartrons gelegen, zeigt es seit 2007 den Werdegang vom Wein von der Herstellung bis zum Handel und Konsum, insbesondere auch unter den sozialen Aspekten der Begegnung und der Geselligkeit. Der Verein Bordeaux Historia Vini wollte mit der Gründung des Hauses zum einen helfen, den stark vom Weinhandel geprägten, damals aber heruntergekommenen Stadtteil aufzuwerten. Der  Verein befand es zum anderen als wichtig, die Verkäufermarkt-geprägte Geschichte des Weinhandels dank unabhängiger Händler und deren Subskriptionstechnik im Verkauf lebendig zu halten. Diese Tradition ist ein wesentlicher kultureller Teil der Geschichte der Stadt, die mit ihrem internationalen Handel – insbesondere mit den französischen Kolonien – wohlhabend geworden war.

## Weinhandel in Bordeaux
Enge adelige Verwandtschaft führte Mitte des 12. Jahrhunderts dazu, dass es mit England zu einem regen Warenaustausch kommt: Wein wurde vor allem gegen Stoffballen, aber auch andere Lebensmittel und Metalle getauscht und die Bordelaiser Kaufleute wurden vom englischen König von den Steuern befreit, damit der in seinem Königreich so beliebte Clairet nicht versiegen würde. Mindestens 400 Schiffsladungen dürften zu dieser Zeit pro Jahr zwischen den beiden Küsten verkehrt haben. Der Hundertjährige Krieg beendete diese Handelsbeziehungen abrupt, was danach noch andauerte, weil Bordeaux von Frankreich zurückerobert worden war. Erst mit König Ludwig XI., dem Klugen, durften wieder Ausländer in die Stadt und der Weinhandel wurde wieder aufgenommen. Sie mussten diesen aber außerhalb der Stadt betreiben: Das Viertel Chartron lag damals noch vor der Stadtmauer.
Im 17. Jahrhundert belebten die Holländer das Geschäft, die neben den Clarets auch nach trockenen und halbsüßen Weißweinen verlangten. Auch professionalisierten sie das Geschäft mit Innovationen wie der Sterilisation der Fässer und Rationalisierungen beim Transport. Im 18. Jahrhundert wurde der Hafen ausgebaut und damit zum größten in Frankreich. In diesem Jahrhundert beginnen die Klassifizierung von Wein, die vom späteren, ersten Präsidenten der Vereinigten Staaten, Thomas Jefferson besonders erwähnt wurde, sowie das Abfüllen und Verkorken von Flaschen. Diese Blüte reichte bis zur Französischen Revolution.
Mit dem Beginn des 19. Jahrhunderts begann ein weiteres Goldenes Zeitalter, indem sich die Weinproduktion verdoppelte und der Export sich verdreifachte. Grund dafür war die zunehmende Industrialisierung und damit einhergehend Mechanisierung sowie die Verbesserung der Transportwege. Einen wesentlichen Schub dürfte auch die renommierte Bordeaux-Klassifizierung von 1855 bewirkt haben, die seitdem nur in den 1950er Jahren und 2022 geringfügig geändert wurde.
Die Bedeutung des Weinhandels ist auch heute noch immens: In Bordeaux werden Weine aus 65 Appellationen, 400 Weinhandelshäusern und von 9000 Chateaux gehandelt. Die Handelshäuser im Chartron dienen allerdings nicht mehr für die Lagerung, sondern nur noch zur Verwaltung und Repräsentation.

## Gebäude
Das Gebäude, 41 Rue Borie, stammt aus dem 18. Jahrhundert und entspricht, bautypisch aus hellem Sandstein gebaut, den Bürgerhäusern aus dieser Zeit. Die Fassade ist in vier Fensterachsen gegliedert und besitzt drei Obergeschosse. Im ersten Stockwerk befindet sich ein zentraler, über zwei Fensterachsen reichender Balkon, der, wie auch die übrigen Fensterbänke, mit kunstvollem Schmiedegitter versehen ist. Auch das dreiachsige Erdgeschoss ist vergittert, allerdings nicht mehr aus der Entstehungszeit. Im rechten Drittel befindet sich der Eingang mit einer massiven Doppeltür aus Holz.